# 豊台東大街駅
豊台東大街駅（ほうだいとうだいがいえき）とは中華人民共和国北京市豊台区に位置する北京地下鉄9号線の駅である。

## 駅構造

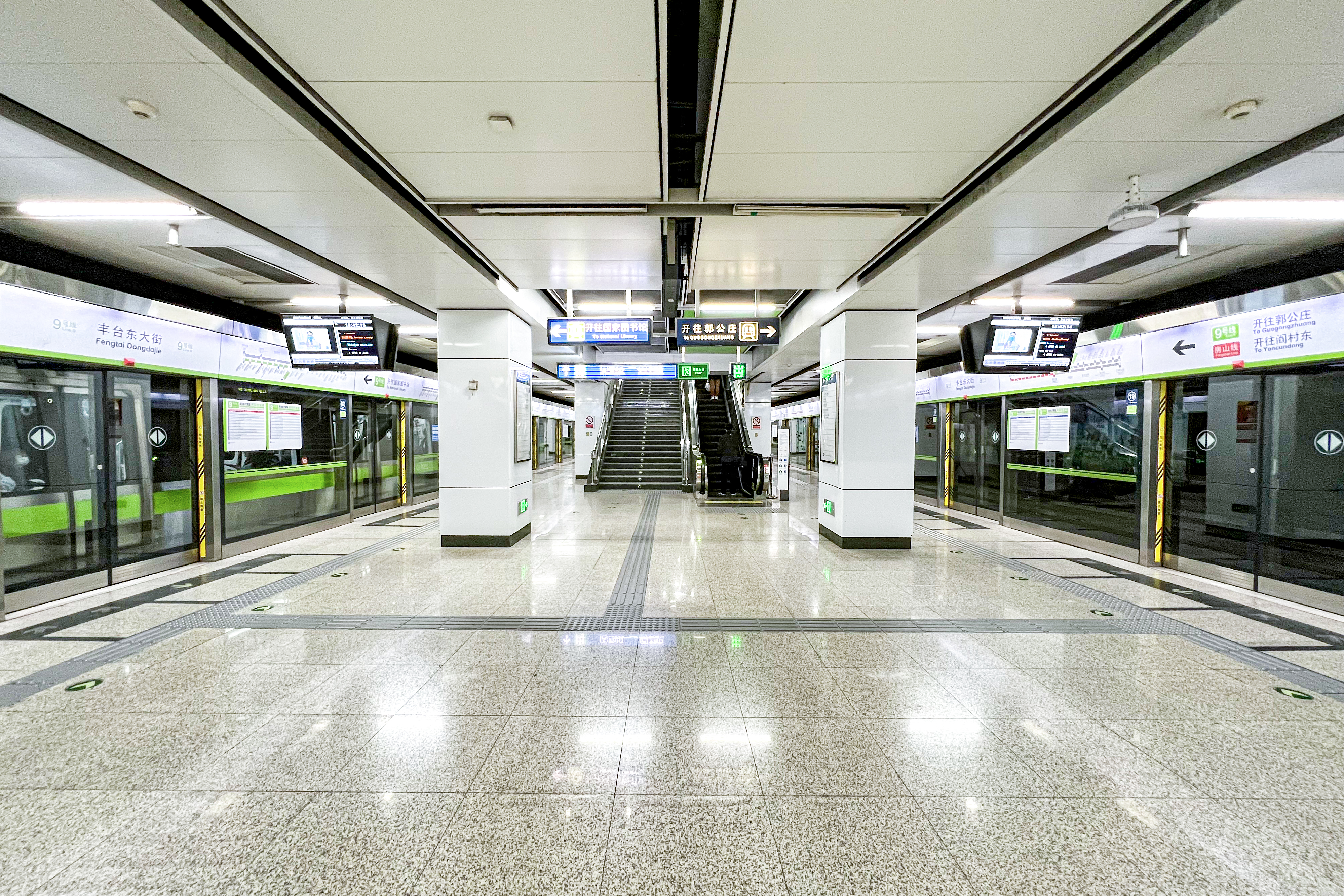
ホーム

島式ホーム1面2線を有する地下駅。渡り線がある。駅は緑色を基調としている。

## 駅周辺
駅周辺は住宅地が広がっており特に高齢層の人が多く住んでいる。　また、駅前の路地を進んでいくと多くの団地を見ることができる
駅前には大きな交差点がありここには遊遊場北路東口というバス停が存在する
- 豊台区公安局
- 豊台第一幼稚園

## 歴史
- 2011年12月31日 - 9号線開業。当駅は駅出入口の工事の進捗が遅れていた為、この時点では電車は全て通過していた。
- 2012年10月12日 - 開業。

## 隣の駅
北京地下鉄
■9号線
七里荘駅 - 豊台東大街駅 - 豊台南路駅